# Dido Havenaar
Dido Havenaar (født 26. september 1957) er en tidligere japansk fodboldspiller.
Han har spillet for flere forskellige klubber i sin karriere, herunder Mazda og Nagoya Grampus Eight.